# Hupp-Yeats Electric Car Company

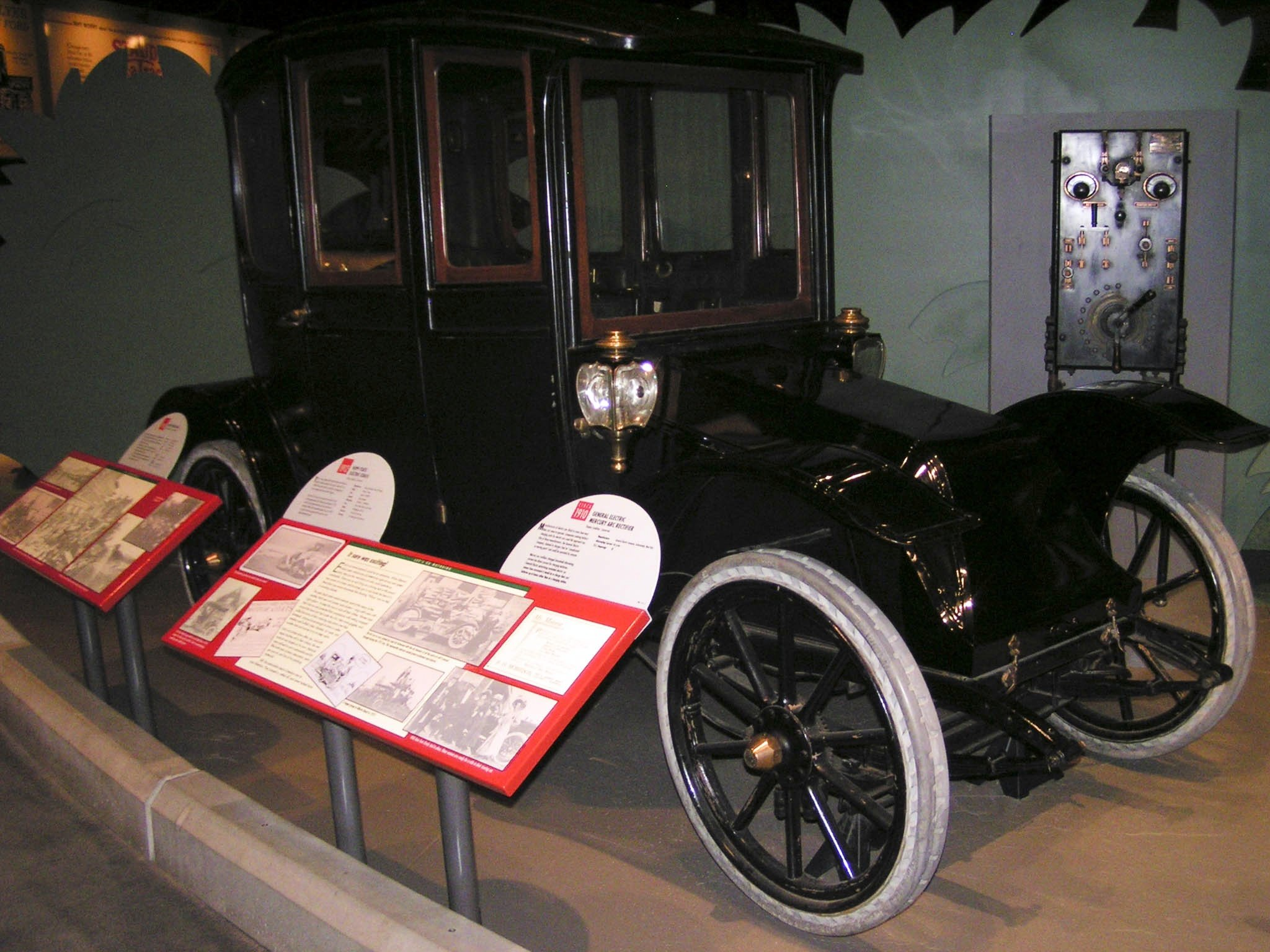
Hupp-Yeats Electric Coach (1912)

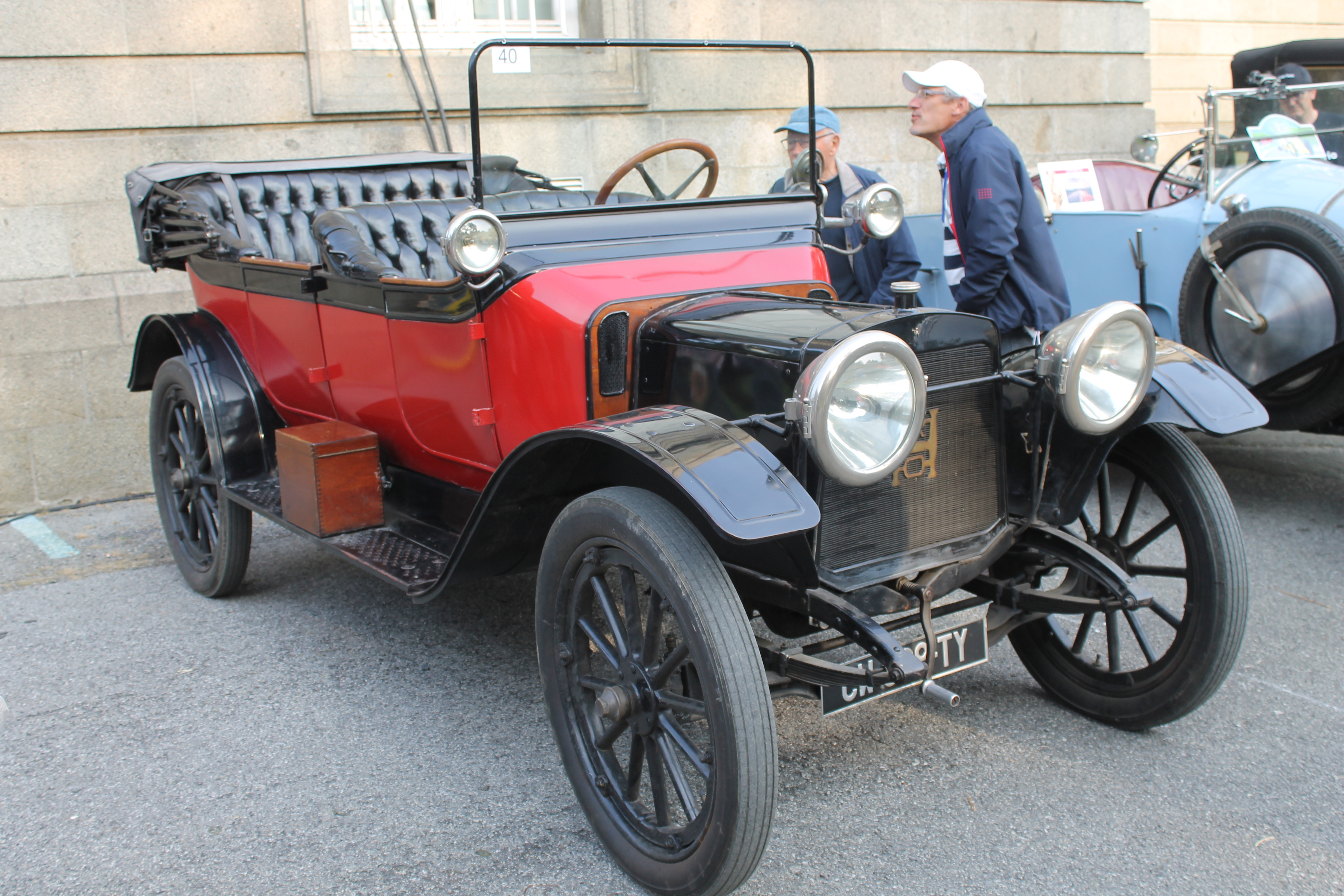
RCH 25 HP

Die Hupp-Yeats Electric Car Company war ein US-amerikanischer Automobilhersteller, der 1911–1919 in Detroit ansässig war. Sie wurde von Robert Craig Hupp als R.C.H. Corporation gegründet und später in Hupp-Yeats Electric Car Company umbenannt. Die Gesellschaft stellte sowohl Elektroautos unter dem Namen Hupp-Yeats als auch benzingetriebene Automobile unter dem Namen R.C.H. her.
1913 verließ Hupp das Unternehmen. Noch bis Mai 1914 entstanden Elektromobile aus Restteilen. Im Juli desselben Jahres kaufte sich eine Gruppe von Investoren aus Detroit  unter der Führung von J. F. Hartz ein und stellten die Fertigung des R.C.H. ein. Der Hupp-Yeates wurde noch bis 1919 unverändert weitergebaut. Robert Hupp starb schon 1917.

## Hupp-Yeats
Der Hupp-Yeats hatte Elektromotoren von Westinghouse Electric mit fünf Gängen. Es gab offene und geschlossene Modelle mit vier Sitzplätzen. Sie hatten eine Reichweite von 120 bis 145 km. Alle Autos hatten Vollgummireifen. Insgesamt entstanden etwa 1000 Fahrzeuge.
| Modell     | Bauzeitraum | Zylinder | Leistung | Radstand     |
| ---------- | ----------- | -------- | -------- | ------------ |
| Hupp-Yeats | 1911–1919   |          |          | 2184–2540 mm |

Heute sind nur noch wenige dieser Autos erhalten und die stehen meist in Museen. Eines dieser Fahrzeuge kaufte zum Beispiel James Keith Wilson aus Victoria (British Columbia) für seine Tochter Victoria. Es steht heute im Reynolds-Alberta Museum in Wetaskiwin (Alberta).

## R.C.H.
Der R.C.H. war konventioneller, benzingetriebener Wagen, der typisch für seine Zeit war. Er hatte einen seitengesteuerten Vierzylinder-Reihenmotor, der zunächst 22 bhp (16,2 kW) aus 2719 cm³ Hubraum leistete. Laut einer anderen Quelle hatte der Motor 2704 cm³ Hubraum mit 82 mm Bohrung und 128 mm Hub. Ab 1913 leistete der Motor 25 bhp (18,4 kW). Die Fahrzeuge waren als zweisitzige Roadster oder Runabout, als dreisitziges Coupé und als fünfsitziger Tourenwagen erhältlich. Insgesamt entstanden bis 1915 etwa 25.000 Stück.
| Modell | Bauzeitraum | Zylinder | Hubraum  | Leistung         | Radstand            |
| ------ | ----------- | -------- | -------- | ---------------- | ------------------- |
| R.C.H. | 1912        | 4 Reihe  | 2719 cm³ | 22 bhp (16,2 kW) | 2184 mm und 2794 mm |
| R.C.H. | 1913–1915   | 4 Reihe  | 2719 cm³ | 25 bhp (18,4 kW) | 2794 mm             |